# Сидорино (деревня станции)
Сидорино — деревня станции в Тейковском районе Ивановской области. Входит в состав Новолеушинского сельского поселения.

## География
Находится в юго-западной части Ивановской области на расстоянии приблизительно 8 км на юг по прямой от районного центра города Тейково.

## История
Населенный пункт образован предположительно при станции узкоколейной железной дороги Тейковского торфопредприятия. В 2002 году еще не учитывался как отдельный населенный пункт. Название получено от вымершей соседней деревни.

## Население
Постоянное население составляло 7 человек в 2010 году.